# Julián Viáfara
Julián Viáfara (Cali, Valle del Cauca, Colombia; 19 de mayo de 1978) es un exfutbolista colombiano nacionalizado brasileño. Jugaba como arquero, además convirtió 11 goles.

## Trayectoria
Hijo del exjugador y exentrenador la Selección Sub-17 colombiana, Ramiro Viáfara Quintana, Julián creció en un ambiente de fútbol. Estuvo durante algunos años en el Boca Juniors de Cali donde se desempeñó como delantero y mediocampista.
En julio de 1996 fue a prueba al Deportes Tolima donde logró destacarse en los juegos de divisiones inferiores. Sin embargo después de algunos meses a principios de 1997, debido a su alto costo no fue adquirido por el club pijao.
Entre 1997 y 2001 defendió los colores del Independiente Medellín, en el 'Poderoso de la Montaña' incluso llegó a alternar con el internacional colombiano René Higuita en la temporada 1999 y en el 2000 fue relegado por José María Pazo.
En 2001 llegó al América de Cali. En esta temporada jugó 10 partidos con los Diablos Rojos, que lograron el título aquel año. Siguió como arquero suplente en las temporadas de 2002 y 2003 alternando con otros grandes goleros como Luis Barbat y Robinson Zapata; entre 2004 y 2006 se convirtió en titular indiscutible en el equipo e incluso llegó a ser capitán sin embargo tras la difícil situación económica del rojo del valle el golero fue trasferido al fútbol brasileño.

### El éxito en Brasil
En 2007 llega al Atlético Paranaense (junto con otros ex-americanos David Ferreira y Edwin Valencia) donde a pesar de ser titular en 19 juegos de la temporada regular al año siguiente no es muy tenido en cuenta debido a un presunto sobrepeso; sin embargo ese mismo año es homenajeado por los funcionarios del equipo recibiendo el Trofeo de Educación y Respeto al Prójimo en el club de Paraná jugó hasta 2008 cuando es transferido a préstamo al EC Vitória, club en el que se ha convertido en una gran figura e ídolo de la hinchada.
Debido a sus buenas actuaciones la temporada anterior, el Vitória optó por comprar el pase del jugador en 2009, año en que se consagraría como ídolo. Responsable de las clasificaciones a Copa de Brasil, donde atajo varios penaltis en dos fases decisivas de aquel torneo, en el equipo bahiano Viáfara es visto como uno de los artífices de la permanencia en la primera división brasileña y de los títulos locales que ha ganado su club en los últimos años, por lo que la prensa local lo ha destacado como uno de los mejores arqueros de los últimos tiempos en el Campeonato Baiano.
El 7 de febrero de 2010 en un juego entre el Vitoria y Feirense, Viáfara coloco su nombre en la historia del club al atajar su juego N.º 99 con la camisa roji-negra, convirtiéndose en el extranjero que más veces jugó con o Leão en todos los tiempos, sobrepasando al nigeriano Riky, atacante que jugó en Bahía las décadas del 80 y 90, en el partido siguiente al completar 100 juegos, en la victoria por 3 a 1 sobre Fluminense de Feira, el golero fue homenajeado por la torcida y la directiva del club, con una placa que destaca sus presencias históricas en el equipo. Ese mismo año descendió dramáticamente con el EC Vitoria.

### Regreso a Colombia
Después de la malas temporadas de su equipo en 2010-2011 Viáfara es despedido del equipo incluso siendo apoyado por un buen sector de la hinchada roji-negra por lo cual en agosto del 2011 regresa al América de Cali, tuvo un desempeño muy alto en el finalización de 2011 con los diablos rojos siendo artífice de varias victorias que ayudaron a regresar al América a las estancias finales del certamen; sin embargo fue sancionado por 6 meses después que se le encontraran residuos de una sustancia prohibida en un control antidopaje que lo marginó de disputar los Play-off de la Liga Colombiana y la serie de promoción por la permanencia en la Primera División.
Después que su equipo perdiera la Promoción, Viafara decidió quedarse en el América y luego de 6 meses de trabajos regresó ante Real Santander en el estadio Alfonso López de Bucaramanga, en el inicio de los cuadrangulares del Torneo Postobón, luego de ganar el título en el Torneo Apertura de la Primera B terminando como titular Julián sale del equipo por el alto costo de su pase además de no estar en los planes del cuerpo técnico. Luego de 3 meses de inactividad llega al Patriotas de Boyacá equipo de la primera división del fútbol colombiano con el que logró mantener la categoría; en 2013 fichó por Deportes Quindio descendiendo al final de la temporada, en el Torneo de Ascenso fue suplente la mayor parte de la temporada y en 2015 regresó al fútbol de Brasil para defender el arco de Vitória da Conquista.

## Clubes
| Club                   | País                | Año                 | PJ  | Goles' |
| ---------------------- | ------------------- | ------------------- | --- | ------ |
| Independiente Medellín | Colombia            | 1996-2001           | 92  | 0      |
| América de Cali        | Colombia            | 2001-2006           | 137 | 1      |
| Atlético Paranaense    | Brasil              | 2007                | 19  | 0      |
| Vitória de Bahía       | Brasil              | 2008-2011           | 170 | 9      |
| América de Cali        | Colombia            | 2011-2012           | 25  | 0      |
| Patriotas Boyacá       | Colombia            | 2012                | 2   | 0      |
| Deportes Quindío       | Colombia            | 2013                | 32  | 1      |
| Vitória de Conquista   | Brasil              | 2015                | 13  | 0      |
| Total en su carrera    | Total en su carrera | Total en su carrera | 491 | 11     |

## Goles
Victoria.
     Derrota.
     Empate.

## Palmarés

### Campeonatos regionales
| Título                  | Club       | País   | Año  |
| ----------------------- | ---------- | ------ | ---- |
| Campeonato Baiano       | EC Vitória | Brasil | 2009 |
| Campeonato Baiano       | EC Vitória | Brasil | 2010 |
| Campeonato del Nordeste | EC Vitória | Brasil | 2010 |

### Campeonatos nacionales
| Título               | Club            | País     | Año  |
| -------------------- | --------------- | -------- | ---- |
| Primera División     | América de Cali | Colombia | 2001 |
| Torneo Apertura      | América de Cali | Colombia | 2002 |
| Primera B (Apertura) | América de Cali | Colombia | 2012 |